# Collybiopsis
Collybiopsis là một chi nấm trong họ Marasmiaceae of mushrooms.